# Kęsowo
Kęsowo è un comune rurale polacco del distretto di Tuchola, nel voivodato della Cuiavia-Pomerania.
Ricopre una superficie di 108,82 km² e nel 2004 contava 4400 abitanti.